# Convolvulus clementii
Convolvulus clementii là một loài thực vật có hoa trong họ Bìm bìm. Loài này được Domin mô tả khoa học đầu tiên năm 1928.